# Syngramma
Syngramma es un género con 14 especies de helechos perteneciente a la familia Pteridaceae. Se encuentra en el Sudeste de Asia.

## Taxonomía
Syngramma fue descrito por John Smith (botánico) y publicado en London Journal of Botany 4: 168–169. 1845. La especie tipo es: Syngramma alismifolia (C.Presl) J.Sm.

## Especies seleccionadas
- Syngramma alta Copel.
- Syngramma angusta Copel.
- Syngramma campyloneuroides Baker Ridley
- Syngramma cartilagidens Diels
- Syngramma coriacea (Copel.)